# Кинески језик
Кинески језик ( или ) јесте језик или језичка група из породице сино-тибетских језика који говоре Хан Кинези. Процена је да петина светске популације говори бар неку од форми кинеског језика као матерњи језик. Према основним карактеристикама, све варијанте кинеског језика су изолативне и тонске.
Међу регионалним варијантама кинеског језика постоји велика разноврсност, која се са много гледишта може упоредити са разликама унутар романске језичке породице. Многи дијалекти говорног кинеског разликују се у тој мери да се говорници узајамно не могу разумети. Кинески се може поделити на шест до дванаест језичких области, у зависности од критеријума поделе. Питање узимања регионалних варијанти за дијалекте или засебне језике и даље није разрешено.
Стандардни говорни, мандарински језик заснива се на пекиншком дијалекту. Званични је језик Народне Републике Кине и Републике Кине и један од четири званична језика Сингапура. Такође, један је од шест званичних језика Уједињених нација (уз енглески, руски, арапски, француски и шпански).
Вернакуларни, обични кинески језик, такође базиран на систему блиском мандаринском, представља основу за стандардни писани језик који користе говорници свих варијанти кинеског језика. Неки дијалекти кинеског језика, као што су кантонски или мин, развили су у оквиру писаног језика елементе који боље осликавају њихове говорне карактеристике.

## Развој
Кинески језик се сврстава у групу сино-тибетских језика, за које се сматра да потичу из једног језика, прото-сино-тибетског.
Један од првих система поделе развојних фаза кинеског језика дао је шведски лингвиста Бернхард Карлгрен почетком 20. века. Систем је касније ревидиран, али је и даље заснован на Карлгреновим идејама.
Старокинески језик (上古汉语, Shànggǔ Hànyǔ), или „архаични кинески“, био је у употреби у династији Џоу (око 1046. до 256. п. н. е.) и забележен је на бронзаним артефактима и у класичним делима: Књизи поезије, (诗经, Shíjīng), Књизи историје, (书经, Shūjīng) и најстаријим деловима Књиге промене, (易经, Yìjīng). Рад на реконструкцији овог језика започет је још у династији Ћинг. Фонетски елементи у кинеским карактерима, и изговор кинеских карактера у Јапану, Кореји и Вијетнаму пружају могућност да се фонетски склоп овог језика делимично реконструише. Према истраживањима, старокинески језик није био у потпуности изолативан, имао је богат гласовни систем, у коме су гласови диференцирани аспирацијом, али највероватније није имао тонове.
Средњи кинески језик (中古汉语, Zhōnggǔ Hànyǔ) се говорио у периоду династија Суи, Танг и Сунг, од 7. до 10. века нове ере. Рани период, од 601. године, репрезентативно је приказан у књизи рима Ћије-јин (切韵, Qièyùn), а касни период је приказан у књизи рима Гуанг-јин (广韵, Guǎngyùn). Извор за фонетику средњокинеског језика осим књига римâ представљају и савремени дијалекти говорног кинеског. Лингвисти сматрају да су успели да квалитетно реконструишу гласовни систем средњокинеског.
Што се говорног језика тиче, развој је био знатно комплекснији. На северу Кине, и на подручју Сичуана и Јунана користе се варијанте мандаринског језика. Мандарински језик је превладао на северу пре свега због равничарског терена, док је на планинском југу Кине јако изражен диверзитет дијалеката. Присуство мандаринског у Сичуану објашњава се кугом у 12. веку и депопулацијом, што је омогућило касније насељавање са севера.
До средине 20. века, већина Кинеза говорила је само локални варијетет кинеског језика. Од 16. века, династија Ћинг је успоставила Ортоепске академије (正音书院, Zhèngyīn shūyuàn), са намером да међу чиновницима олакша комуникацију тако што ће успоставити јединствен стандардни изговор у складу са локалним дијалектом престонице, Пекинга. Пекиншки изговор је прихваћен и устаљен на царском двору, док су у осталим провинцијама чиновници и до тада већ говорили неку од варијанти мандаринског; стандардизација је, међутим, изостала.
Стање се знатно променило када је у школске програме у НР Кини, Републици Кини и Хонгконгу уведено обавезно учење стандардног мандаринског језика, тако да је данас он у употреби широм Кине. Хонгконг је, међутим, био британска колонија, и у њему је на снази као званични остао кантонски кинески језик. Од поновног присаједињења Хонгконга Кини, мандарински језик постепено улази у употребу.

## Говорни кинески
Говорни кинески се традиционално дели на седам дијалекатских групација. То су:
- Мандарински, са око 800 милиона говорника (北京话 или 官话)
  - Мандарински није исто што и стандардни мандарински, пу-тунг-хуа (普通话) који је званични стандард, и који се заснива на пекиншком дијалекту
- Ву (吴, Wú), са шангајским, око 90 милиона говорника
- Кантонски (粤, Yuè), око 80 милиона
- Мин (闽, Mǐn), са тајванским, око 50 милиона
- Сјанг (湘, Xiāng), око 35 милиона
- Хакка (客家, Kèjiā), око 35 милиона
- Ган (赣, Gàn), око 20 милиона

Кинески лингвисти су касније издвојили још 3 групе из традиционалних седам:
- Ђин (晋, Jìn) из мандаринског
- Хуи (徽, Huī) из дијалекта ву
- Пинг (平话, Pínghuà) из кантонског кинеског

Постоји такође још мањих дијалекатских групација које нису класификоване, као што је Дан-џоу дијалект из Дан-џоуа на Хаи-нану, Сјанг (乡话) из Ху-нана, и друге. Језик Дун-ган који се говори у средњој Азији блиско је повезан са мандаринским, међутим, пише се ћирилицом и његови говорници се уопште не сматрају Кинезима.
Границе између дијалеката није могуће јасно повући, и стога постоји много различитих решења поделе дијалеката говорног кинеског. Тако се догађа да се говорници поддијалеката одређене групе међусобно не разумеју, а разумеју се са говорницима неке друге дијалекатске групе.

### Савремена диглосија
Стандардни мандарински језик званични је језик у НР Кини, Републици Кини и Сингапуру. Његов изговор се базира на пекиншком дијалекту мандаринског језика. Вокабулар је такође највећим делом преузет из мандаринског, а граматика се заснива на вернакуларном кинеском који је почетком 20. века ушао у званичну употребу.
Стандардни мандарински језик је главни језик комуникације међу говорницима свих дијалекатских група, користи се у медијима и учи се у школама.
Због своје подељености на дијалекте који су међу собом толико различити, кинески језик пружа занимљив пример диглосије: данас је за говорнике кинеског језика уобичајено да знају стандардни кинески језик, свој локални дијалект и локални мета-дијалект, лингва франка, нпр. стандардни кантонски.

## Писани кинески
Однос између писаног и говорног кинеског је веома комплексан, пре свега услед чињенице да се говорни кинески развијао природним путем, још од династије Хан, док се писани језик скоро уопште није мењао.
До 20. века, већина књига и званичних докумената писана је класичним кинеским језиком, вен-јеном (文言, wényán), који је имао функцију исту као латински језик у западној Европи. Класични кинески заснован је на говорном и писаном стандарду династија Џоу и Ћин, и разликује се од говорног језика колико и латински од романских језика.
Говорни, вернакуларни кинески језик, баи хуа (白话, báihuà), постао је писани стандард тек од Покрета 4. маја 1919. године. Данас се под стандардним писаним језиком подразумева вернакуларни кинески, који се заснива на мандаринском.

## Кинеско писмо
Главни чланак: Кинеско писмо
Значај кинеског писма огледа се у томе што га разумеју и користе говорници свих дијалеката. Наиме, један карактер (скоро) увек задржава исто значење, а може се читати на више различитих начина. Тако се карактер „一“, који означава број један, у мандаринском чита „ји“ (пин: yī), у кантонском „јат“ (yat) а у јужно-минском дијалекту „цит“ (tsit). Кинеско писмо својом метадијалекатском природом обједињује све дијалекте у јединствени кинески језик.
Књижевни и формални вокабулар највећим је делом исти у свим дијалектима, док се колоквијална лексика знатно разликује. Нестандардизовани, дијалекатски карактери за записивање локалних колоквијалних речи нису разумљиви на целом подручју Кине. Изузетак представља кантонски кинески језик, у којем је стандардизован говорни језик, и где постоји велики број дијалекатских карактера створених да означавају специфично-кантонске речи.
Основне јединице кинеског писма су карактери који репрезентују семеме или морфеме (најмање значењске јединице у језику), имају гласовну вредност једног слога, и имају један тон. Стога се кинеско писмо назива и морфемо-силабичким писмом.
Кинески карактери се деле на пиктограме, који су настали директним преношењем слика из природе и чулних утисака, идеограме, који су настали комбиновањем пиктограма и најчешће означавају неку апстрактну идеју или радњу, и фоноидеограме (или пиктофонетске карактере) који се састоје од две компоненте: семантичке, која указује на значење карактера, и фонетске, која указује на његово читање.
Сви карактери заснивају се на регуларном калиграфском писму, каи-шу (楷书, kǎishū), који је настао у династији Хан. Данас постоје два стандарда писања: упрошћено и традиционално кинеско писмо. Традиционално данас се користи у Хонгконгу и Републици Кини, док је упрошћено писмо прихваћено у НР Кини. Упрошћено писмо подразумева поједностављење броја потеза у одређеним карактерима, и мање синонимних карактера. Упрошћавање кинеског писма спроведено је у складу са старим калиграфским традицијама и неформалним варијантама поједностављеног писма. Сингапур је такође прихватио употребу упрошћеног кинеског писма. Кинеско писмо које се користи у Кореји, неупрошћено је, док у Јапану постоји посебан систем упрошћавања кинеског писма који се делимично разликује од кинеског (шинђитаи).

### Порекло писма
Не постоје конкретни историјски подаци који говоре о настанку кинеског писма. Кинеска легенда каже да је писмо створио Цанг Ђије, писар код митског Жутог цара, око 2600. п. н. е.
Најстарији трагови кинеског писма пронађени су на оклопима корњача, које су се користиле за прорицање судбине. На основу забележених имена, утврђено је да потичу из династије Шанг, између 14. и 9. века п. н. е. Писмо из овог периода већ је било развијено, што указује да је кинеско писмо постојало и у ранијим раздобљима. Пронађено је неколико симбола на неолитској грнчарији, али се не може утврдити да ли су ти симболи представљали почетке кинеског писма.

### Калиграфија
У кинеској калиграфији постоји више различитих стилова писања. Главни стилови су:
- Печатно писмо, џуан-шу (кин: 篆书; пин: zhuànshū), из времена династије Ћин, настало из записа на бронзи
- Чиновничко писмо, ли-шу (隶书, lìshū), из времена династије Хан, настао из печатног писма
- Регуларно писмо, каи-шу, (楷书, kǎishū), династија Хан
- Кинески полукурзив, сјинг-шу (行书, xíngshū), династија Хан
- Кинески курзив, цао-шу (草书, cǎoshū), династија Хан.
  - Дивљи кинески курзив, куанг-цао (狂草, kuángcǎo)

Нестандардни уобичајени облици записа појединих карактера у рукописном и брзописном стилу, постали су стандардни облици упрошћених кинеских карактера. У савременој калиграфији постоји тенденција да се употребљавају традиционални, неупрошћени карактери.

## Фонологија
За детаљније информације о фонетским системима појединачних дијалеката кинеских језика погледати засебне чланке о варијететима говорног кинеског.
Фонолошку структуру сваког слога чине иницијал, финал и тон. Иницијал се налази на првом месту у слогу, и састоји се од једног сугласника. Иницијал може бити и нулти (слог без сугласника на почетку). Финал је главни елемент слога, и његов је централни елемент самогласник (монофтонг, дифтонг и у неким дијалектима трифтонг). Финал може бити и затворен, односно после самогласника може следити сугласник. У мандаринском језику, после самогласника могу ићи само сугласници  и , док у другим дијалектима слог може бити затворен и са  и  (безвучни глотални плозив, glottal stop). Осим тога, у кантонском и још неким дијалектима централни део слога може бити и сугласник, односно сугласници  и  који стоје и као самостални слогови.
Дијалекти се разликују и по броју гласова које користе. Основна тенденција од периода средњег кинеског језика је редукција броја гласова. Ова редукција је најзапаженија у мандаринском језику, који стога има и најмање могућих варијанти формирања слогова. Због тога у мандаринском има више двосложних речи.
Све варијанте говорног кинеског језика имају тонове. Неки дијалекти на северу Кине имају само три тона, док на југу постоје дијалекти који имају шест до десет тонова (у зависности од начина бројања). Изузетак представља шангајски, који има акценат сличан индоевропским језицима.
За илустрацију тонова мандаринског језика, најчешће се користи следећи пример:
1. 媽/妈, mā, мајка
2. 麻, má, конопља
3. 馬/马, mǎ, коњ
4. 罵/骂, mà, вређати
5. 嗎/吗, ma, (упитна речца)

(Последњи, неутрални тон, не рачуна се у основне тонове, тако да се сматра да мандарински кинески има четири тона.)

## Транскрибовање
Постоји много система транскрибовања са кинеског језика. Већина ових система заснована је на латиници. Прве варијанте латиничне транскрипције начинили су хришћански мисионари у 16. веку.
Данас се за стандардни мандарински језик највише користи пинјин (拼音, pīnyīn), често познат једноставно као пинјин. Пинјин је званични систем за транскрибовање са кинеског језика у НР Кини и Сингапуру, а користи се и за лакше учење кинеског језика.
Други најпознатији систем је Вејд-Џајлс, који је пре увођења пинјина био најраспрострањенији начин за транскрибовање са кинеског језика. У Републици Кини је донедавно био и званично у употреби, али је одскора у Тајпеју прихваћен пинјин, док се на осталим крајевима острва користи тонгјонг пинјин.
У Русији се поред пинјина користи и Паладијев систем, ћирилична транскрипција са кинеског језика коју је начинио монах Паладије у 19. веку.
У Србији су правила за транскрипцију са кинеског језика на српски дата у Правопису српскога језика из 1993. од тачки 124. до 135. (pp. 213–221). и то на основу „латиничке транскрипције усвојене у самој Кини (као помоћно писмо, тзв. пин'јин) коју можемо узети као непосредно изворно писмо.“.
| Карактери | Пинјин | Вејд-Џајлс | Руски | Српски   |
| --------- | ------ | ---------- | ----- | -------- |
| 北京      |        |            |       | Бејђинг  |
| 西安      |        |            |       | Си'ан    |
| 重庆      |        |            |       | Чунгћинг |
| 台北      |        |            |       | Тајбеј   |
| 新疆      |        |            |       | Синђанг  |
| 浙江      |        |            |       | Џеђанг   |
| 江西      |        |            |       | Ђангси   |
| 云南      |        |            |       | Јунан    |

Постоји још разних система транскрипције мандаринског језика, нпр. Бопомофо, као и за друге дијалекте.

## Спољни утицај
Снажне историјске, политичке и културне везе Кине са Јапаном, Корејом и Вијетнамом оставиле су трага на језике ових земаља. У корејском и јапанском језику, преко 50% вокабулара потиче из кинеског језика, док је у вијетнамском језику овај проценат знатно већи.
Кинеско писмо је ширило свој утицај заједно са језиком. Оно је јако утицало и на језике који нису сродни кинеском језику, као што су то јапански и корејски језик, који и данас користе своје варијанте кинеског писма – ханџа у Кореји односно канџи у Јапану. Јапански и корејски језик нису изолативни, и због те карактеристике користе додатне системе писања да обележе граматичке промене у речима. Јапанска слоговна писма хирагана и катакана такође су заснована на кинеском писму.
У Вијетнаму је до 14. века кинеско писмо (хан-ди, Hán tự) било једини начин писања. Од 14. до 19. века коришћено је џи-нум писмо (Chữ nôm), односно кинеско писмо допуњено са карактерима створеним да репрезентују речи вијетнамског језика. Данас се у Вијетнаму користи латинично писмо које су у 19. веку створили француски мисионари. Употреба овог писма можда се чини једноставнијим решењем, али је крајњи резултат постојање многобројних синонима и парасинонима што пре отежава учење вијетнамског језика.
У Јужној Кореји кинеско писмо се и даље употребљава, управо са разлогом да се избегне могућа двосмисленост, док се у Северној Кореји употребљава само хангул.